# We Belong Together
Pour les articles homonymes, voir We Belong Together (homonymie).
Singles de Mariah Carey
It's Like That
(2005) Shake It Off
(2005)
We Belong Together est une chanson américaine de Mariah Carey issue de son dixième album studio The Emancipation of Mimi (2005). Le single sort le 29 mars 2005 sous le label Island Records. Elle a été composée par Carey, Kenneth Edmonds, Jermaine Dupri, Johntà Austin et produite par les trois premiers. Comme elle reprend If You Think You're Lonely Now (1981) de Bobby Womack et Two Occasions de The Deele, d'autres compositeurs sont crédités. Elle suit la sortie de It's Like That, qui est plus orienté dance. We Belong Together se concentre sur un arrangement de piano et un fond musical. Selon Carey, cela doit mettre en avant sa voix, au lieu de l'obscurcir par une grosse instrumentation. Les paroles évoquent le désespoir d'une femme et de sa solitude à la suite du départ de son petit-ami.
À la suite du déclin de sa popularité entre 2001 et 2005, les critiques accueillent favorablement la chanson et y voient un retour à la scène de Mariah Carey alors que plusieurs disaient que sa carrière était fichue. Ils la décrivent comme « son retour aux sources » et aussi comme « le retour de la Voix ». We Belong Together bat plusieurs records aux États-Unis et devient son seizième numéro un dans le Billboard Hot 100. Après être restée numéro un pendant quatorze semaines, la chanson devient le second plus long numéro un de l'histoire de ce classement après One Sweet Day, un autre succès de Mariah Carey. Billboard la liste comme « la chanson de la décennie » et la neuvième la plus populaire de tous les temps. À côté de ce succès, elle bat des records de radiodiffusion, et selon Nielsen BDS, le record de diffusions en une journée et en une semaine. La chanson a aussi beaucoup de succès dans le monde en étant numéro un en Australie et aux Pays-Bas et numéro deux en Nouvelle-Zélande et au Royaume-Uni.
Grâce à son succès, Carey interprète la chanson lors de plusieurs émissions télévisées et cérémonies. Après l'avoir interprétée aux MTV Movie Awards, MTV Music Awards, Macy's Fourth of July Parade et The Oprah Winfrey Show, Carey la reprend dans des émissions télévisées européennes comme le Live 8, les Fashion Rocks de Monaco et les Bambi Awards. Elle interprète We Belong Together avec Fly Like a Bird à la 48e cérémonie des Grammy Awards le 8 février 2006. La prestation reçoit de très bonnes critiques et une ovation. Elle reprend sa chanson lors de ses deux tournées The Adventures of Mimi Tour et Angels Advocate Tour. Sur la première, les critiques la considèrent comme le moment le plus impressionnant du concert, alors que dans la dernière, elle l'introduit comme « chanson de la décennie » au public.
We Belong Together gagne plusieurs prix durant les années 2005-06 : deux Grammy Awards, deux Radio Music Awards, deux Soul Train Music Awards, un Vibe Award, un World Music Award et un Teen Choice Award. Le clip de la chanson forme une histoire qui suit It's Like That, qui présente Carey à une soirée de célibataires. Ici, le clip de We Belong Together montre Carey à son mariage avec un homme plus âgé qu'elle, interprété par Eric Roberts. Plusieurs rumeurs y voient là un lien avec son mariage en 1993 avec Tommy Mottola. Carey porte d'ailleurs dans le clip la même robe Vera Wang qu'en 1993. La vidéo se termine quand Carey s'échappe de son mariage avec son ex petit-ami, joué par Wentworth Miller, qui assistait de loin à la cérémonie.

## Genèse
En 2001, Carey souffre d'une « dépression nerveuse » et doit abandonner toute promotion de la bande originale Glitter et du film du même nom,. Après avoir été hospitalisée pour épuisement, le film reçoit des critiques acerbes, tout comme la bande originale, et est un échec commercial,. Après l'absence de Carey auprès du grand public et l'abandon de toute promotion, son contrat de cent millions de dollars avec Virgin Records est ramené à cinquante,. Après s'être rétablie et avoir complété le contrat avec Virgin, elle commence à travailler sur son « retour à la scène » avec Charmbracelet (2002). Même si l'album contient plusieurs ballades, et permet à Carey de récupérer son public des années 1990, les critiques spéculent que sa carrière est terminée.
Alors que Glitter rappelle la musique des années 1980 et contient des chansons plus rythmées, Charmbracelet n'en contient aucune mais abrite des mélodies plus douces. Lors de sa critique, Stephen Thomas Erlewine est très sévère avec les chansons de l'album mais aussi avec la voix de Carey qui est « en lambeaux » selon lui. Il écrit : « Chaque fois qu'elle chante, c'est un sifflement grinçant derrière sa petite voix et elle peine à faire des vocalises tout au long du disque. Elle ne peut pas roucouler ou chantonner ni interpréter sa marque de fabrique. Sa voix est endommagée, et il n'y a pas un moment où cela semble puissant ou attrayant ». Même s'il attire une forte attention médiatique sur Carey et son retour à la musique, ainsi qu'un nouveau contrat avec Island Records, il n'arrive pas connaître le succès qu'elle avait dans les années 1990 et ne se vend qu'à cinq millions d'exemplaires dans le monde,. Après la sortie de l'album et la tournée, Carey commence à travailler sur son dixième album studio, intitulé The Emancipation of Mimi,. Les critiques disent que We Belong Together est un « retour aux sources » pour Carey et le « retour de la Voix » après plusieurs questions sur ses capacités vocales dans Charmbracelet.

## Écriture et enregistrement
En novembre 2004, Carey a déjà enregistré plusieurs chansons pour son dixième album studio intitulé The Emancipation of Mimi. Lorsqu'elle s'entretient avec L.A. Reid, celui-ci lui suggère de produire quelques bons singles pour que le projet tienne dans le commerce. Il s'appuie sur le fait qu'elle a écrit quelques tubes avec Jermaine Dupri pour la pousser à aller le rejoindre à Atlanta. Lors d'une interview avec MTV, elle reparle de cet entretien : « L.A. m'a dit, « Jermaine Dupri et toi faites quelque chose de magique ensemble, pourquoi n'irais-tu pas en studio avec lui ? » J'ai répondu : « J'adore Jermaine, il est libre ? Je sais qu'il fait beaucoup de choses, avec Usher, tout ça... ». Mais Jermaine a dit : « OK, viens » ». Durant ces deux jours, le duo écrit et produit trois voire quatre singles éventuels avec parmi eux, Shake It Off et Get Your Number. À ce moment-là, Carey et son label décide de changer le premier single, qui devait être Say Somethin', au profit de Shake It Off. En effet, lorsqu'elle a entendu le morceau, elle s'est dit : « C'est ma chanson préférée » et décide de la choisir comme premier single.
Lors de l'un de ses derniers entretiens avec Reid, elle décide de retourner à Atlanta, dans l'espoir d'écrire d'autres belles chansons. Lors du second voyage, Dupri et elle écrivent deux dernières chansons et l'ajoutent à l'album, il s'agit de We Belong Together et It's Like That. Lors d'une interview pour Billboard, Carey décrit ses sentiments sur la chanson :

« J'avais des frissons. J'en avais beaucoup de considération quand nous l'avons finie, et je suis retournée à Atlanta très tôt le matin... Mais nous l'avons écoutée dans l'avion et, par rapport à la démo, j'ai trouvé quelque chose de spécial. »

Après avoir écouté les deux dernières pistes qu'ils ont composées, Carey et son label choisissent It's Like That à l'unanimité comme premier single même si Carey aurait préféré que ce soit Shake It Off. Carey raconte son voyage à Atlanta : « Je lui étais si reconnaissante à mon arrivée. Je lui ai dit que nous avions écrit la plupart de mes chansons favorites sur l'album. Je suis tellement fière de Jermaine – il est tellement concentré, et il sait ce qu'il faut faire. Vous ne pouvez jamais assez remercier son talent ». Lors d'une interview pour MTV, elle décrit l'album : « L'album ne doit pas rendre les vieux producteurs heureux en faisant un retour aux sources, avec des ballades sentimentales, ou quelque chose qui s'appuie sur les drames de ma vie. Ce que j'essaie de faire c'est des petites sessions très éparses, simples, comme la musique soul des années 1970... ».

## Structure musicale
We Belong Together est une ballade R&B s'inspirant de la pop et du hip-hop. La chanson est propulsée par une grosse caisse et un charleston programmées par un Roland TR-808, souvent utilisé dans le hip-hop. Carey adopte un chant plutôt réservé qui adoucit les critiques qui réprimandaient son chant mélismatique. Jennifer Vineyard de MTV commente que son chant discret donne plus de puissance à la chanson, qu'elle n'aurait pas fait si elle n'avait pas atteint cette hauteur. La chanson reprend également les musiques soul de If You Think You're Lonely Now de Bobby Womack (1981) et Two Occasions de The Deele. Dans le second couplet, elle chante : « Bobby Womack's on the radio / Singing to me, 'If you think you're lonely now' ». Elle continue : « So I turn the dial, tryin’ to catch a break / And then I hear Babyface / 'I only think of you...' ». Ces deux références sont issues de ces deux chansons. Dans le remix, elle dit aussi : « I only think of you / On two occasions / That's day and night... ». C'est pour cette raison que d'autres auteurs sont crédités sur la chanson. We Belong Together suit la forme couplet-refrain et se distingue en trois sections différentes dans lesquelles, chacune correspond à une émotion du protagoniste. La première section présente la séparation d'un couplet par le biais du ton triste du protagoniste. Dans la deuxième section, elle raconte le présent et est fortement bouleversée car elle est « en dehors de tout élément » et essaie de se distraire avec la radio, sans succès. We Belong Together n'a pas de pont en revanche ; Carey entre dans la troisième section avec une octave de plus, ce qui souligne le désespoir et la frustration du protagoniste,. Johnny Loftus de Metro Times décrit loa production, les paroles et sa voix : 

« C'est simple, sincère et chic. Mariah plaide en faveur de son ex petit-ami – « When you left I lost a part of me / It’s still so hard to believe » – et cette chanson R&B est parfaitement discrète, construite sur quelques accords de piano et un rythme So So Def. Elle a une qualité fait maison, presque comme une chanson d'automne – vous pouvez imaginer un couple chantant ça doucement, séparément, alors que le monde avance autour d'eux. Elle est dans la véranda avec une tasse de thé ; il est coincé dans les bouchons quand il entend Mariah à la radio. C'est exactement ce qu'elle a ressentie, quand elle a entendu Bobby Womack et Babyface à la radio comme vous l'entendez.  Cela ne vous lasse pas, il n'y a pas d'amourette marketing « J'étais à l'épicerie et ce gars avait la même sonnerie que moi et j'ai pleuré ». Non, il y a une sensibilité classique dans les paroles qui font que We Belong Together est parfaite – et parfaitement universelle – une chanson pop/R&B. En outre, c'est le top du top. Et il y a surement un happy end : son octave triomphant à la fin rend la chanson énergique. »

We Belong Together a un arrangement musical assez simple situé dans la tonalité de Do majeur et avec une mesure en 4/4. La voix de Carey s'étend entre les notes sol2 à la4. Sa voix est fortement accentuée à la fin du refrain où elle monte d'une octave, de sol3 à la4. Ensuite, elle s'engage dans une coda anticipée et complète le refrain avec une note (do4) qui dure environ 17 secondes. La chanson suit la forme couplet-refrain et se sépare en trois sections qui montrent le protagoniste sous plusieurs états, de la douleur t la résignation au désespoir. La dernière section nous montre cette élévation du registre, qui ne souligne pas que le désespoir accru du protagoniste mais son désir d'être avec son petit-ami.

## Accueil
We Belong Together devient une « redéfinition de sa carrière » et arrive à un moment où les critiques ne croyaient plus en sa carrière.

### Critique
Contrairement aux autres singles de Carey, We Belong Together reçoit des avis favorables dont la plupart la considèrent comme un « retour aux sources », contrairement aux critiques de Charmbracelet (2002) qui regrettaient que Carey ait perdu sa voix et sa puissance. Sal Cinquemani de Slant Magazine écrit : « La diva reste cool avec souffle, des couplets puissant jusqu'au final qui prouve que la Voix est revenue ». De plus, il ajoute que « c'est une innovation que Mariah n'a pas fait depuis des années ». D'autres critiques apprécient son nouveau style de chant qui propulse la chanson comme Kelefa Sanneh de The New York Times qui écrit : « Ce style est en partie la raison qui l'a rendue capable de transformer une ballade en un tube de l'été. We Belong Together n'a pas besoin d'un rappeur, ou d'un rythme, mais la voix de Carey propulse la chanson plus que toute attente, avec quelques rythmes faibles qui luttent contre le tempo ». Johnny Loftus de Metro Times trouve que c'est un « tube de l'été » et écrit : « Nous savons tous que ce sont les actifs incorporels qui font un tube de l'été, ces courants introuvables qui saisissent le cœur et les pieds et même si ce n'est pas un hymne, We Belong Together est cet enthousiasme ».
Dimitri Ehrlich de Vibe déclare que la chanson pourrait « traverser les générations » alors que Cinquemani trouve qu'elle fait revivre « Mariah en chanteuse de ballades, ». Stephen Thomas Erlewine d'AllMusic choisit la chanson comme l'une des meilleures pistes de l'album tandis que Todd Burns de Stylus Magazine la trouve « magnifiquement cadencée, ». En faisant écho aux commentaires de Cinquemani et au passé de Carey, Jozen Cummings de PopMatters dit : « Carey fait la chanson elle-même, rappelant les fans de Hero, avec une voix rauque et un superbe final. La dichotomie entre les deux premières pistes de The Emancipation of Mimi sont le pain et le beurre ». Quand elle a entendu la chanson à la radio pour la première fois, Sherri Winston de South Florida Suin-Sentinel déclare qu'elle « savait que ça serait un hit » et complimente la voix de Carey et le rythme. Michael Paoletta de Billboard décrit We Belong Together comme l'une des meilleures pistes de l'album, en déclarant qu'elle accentue le point focal de la chanson : la voix de Carey. Le magazine Slant Magazine la place à la seconde position des meilleures chansons de 2005.

### Commercial
Entre 2001 et 2003, la popularité de Carey a fortement déclinée et certains critiques considèrent que sa carrière est finie. Cependant, après avoir envoyé le single sur les radios le 29 mars 2005, We Belong Together devient sa chanson la plus populaire des années 2000. La chanson reste numéro un aux États-Unis pendant quatorze semaines non consécutives – après avoir débuté en 81e place – dans le Billboard Hot 100 et le Hot R&B/Hip-Hop Songs. Elle devient un véritable succès en étant numéro un dans neuf classements différents du Billboard le 6 août 2005 : Hot 100, Billboard Hot 100 Airplay, Hot R&B/Hip-Hop Songs, Hot R&B/Hip-Hop Airplay, Pop 100 Airplay, Top 40 Mainstream, Rhythmic Airplay Chart, Hot Dance Club Songs et Hot Ringtones. Au bout de quatorze semaines, We Belong Together devient le second plus long numéro un après One Sweet Day, une autre chanson de Carey, qui était restée seize semaines au total.  La chanson bat plusieurs records de diffusion et selon Mediabase et Nielsen BDS, elle collecte le record historique du plus grand nombre de radiodiffusions en une journée, et en une semaine, aux États-Unis,. Durant la semaine du 10 septembre 2005, Carey bat un nouveau record en devenant la première femme à occuper les deux premières positions du Hot 100 car We Belong Together est numéro un pendant que Shake It Off est numéro deux. De plus, elle est numéro un du Hot 100 Airplay et égale le record de Don't Speak par No Doubt (1996). We Belong Together est certifiée disque de platine par la Recording Industry Association of America (RIAA) pour la vente d'un million d'exemplaires. La chanson est à la première place du classement annuel du Billboard en 2005, une première pour Carey. Le magazine la liste à la neuvième position des meilleures chansons de tous les temps et à la seconde du Top Billboard Hot 100 R&B/Hip-Hop Songs. We Belong Together est aussi considérée comme la chanson de la décennie 2000 par le magazine Billboard.
Au-delà de son succès aux États-Unis, We Belong Together a très bien été reçue en Europe et Océanie. Elle débute en première place du hit-parade australien le 3 juillet 2005. Elle est encore numéro un la semaine suivante et reste dans le classement pendant onze semaines. Elle est certifiée disque de platine par l'Australian Recording Industry Association (ARIA) pour la vente de 70 000 exemplaires. We Belong Together finit à la 17e place du classement annuel de 2005. Dans les hits-parades flamand et wallon, We Belong Together arrive en douzième et 24e positions et passe un total de quinze et quatorze semaines dans ces classements,. La chanson termine en 47e position du classement annuel flamand de 2005. We Belong Together débute à la quinzième place du hit-parade danois le 7 août 2005 et grimpe jusqu'à la troisième place. En France, la chanson atteint le douzième rang et reste 19 semaines dans le hit-parade. Dans le classement néerlandais, We Belong Together est numéro un au bout de quatre semaines et reste seize semaines dans le hit-parade dont quatre en seconde position. Elle termine à la 41e place du classement annuel néerlandais de 2005. En Nouvelle-Zélande, la chanson passe trois semaines en seconde position et un total de douze avant de sortir le 3 octobre 2005. À la fin de l'année 2005, We Belong Together termine en 36e position du classement annuel et est certifiée disque de platine par la Recording Industry Association of New Zealand (RIANZ) pour la vente de 15 000 exemplaires,. En Norvège et en Espagne, la chanson arrive aux neuvième et troisième rangs et passe neuf et sept semaines dans le classement,. En Suisse, la chanson atteint la quatrième place et reste dans le classement pendant treize semaines. Au Royaume-Uni, plusieurs pédisent que We Belong Together sera le troisième numéro un de Carey,. Cependant, elle débute en seconde position et se vend à 39 436 exemplaires, seulement 392 de moins que Ghetto Gospel de Tupac Shakur. La deuxième semaine, elle descend en troisième position mais remonte en seconde place la semaine suivante, derrière You're Beautiful de James Blunt. La chanson reste 18 semaines dans le classement et s'est vendue à 240 000 exemplaires.

## Prix et récompenses
We Belong Together reçoit plusieurs récompenses tout au long des années 2005 et 2006. Lors des Billboard Music Awards, Carey gagne cinq prix : « Chanson Rhythmic Top 40 de l'année », Chanson Hot 100 de l'année et « Hot 100 Airplay de l'année, ». Le 6 novembre 2005, elle gagne deux récompenses aux Radio Music Awards dans les catégories « Chanson de l'année/Hit de la radio » et « Chanson de l'année/Radio urbaine et rythmique ». D'une façon similaire, We Belong Together gagne les prix « Meilleur single R&B/soul » et « Meilleur single féminin R&B/soul » lors de la vingtième cérémonie des Soul Train Music Awards, « Chanson d'amour » aux Teen Choice Awards, « Meilleure chanson R&B » aux Vibe Awards et « Single le plus diffusé au monde » aux World Music Awards.
Lors des Grammy Awards de 2006, Carey reçoit huit nominations, le plus de nominations dans sa carrière en une année. We Belong Together est nommée dans les catégories « Disque de l'année », « Chanson de l'année », « Meilleure performance vocale R'n'B féminine » et « Meilleure chanson R'n'B ». La chanson est nommée « Chanson de l'année » lors des ASCAP Awards, « Chanson de l'année », « Chanson la plus diffusée » et « Numéro un du Billboard » aux BMI Awards. Durant l'été 2006, Carey gagne les prix « Chanson de l'année », « Meilleure performance vocale féminine » et « Meilleure chanson R&B/Soul » aux GrooveVolt Music & Fashion Awards.

## Remixes
Carey enregistre un remix officiel pour We Belong Together et produit par DJ Clue. Jadakiss et Styles P. du trio The LOX prêtent leurs voix au remix. Le remix est différent de la version originale et Kalefa Sanneh le considère comme un « rythme rapide et élastique ». Les paroles de la chanson sont similaires à la version originale car les rappeurs se remémorent leurs souvenirs. Styles P dit : « Past is the past, just let it be bygones / Matter of fact I know a fly song that we could vibe on » et Sanneh écrit : « Sans la moindre hésitation, il résonne comme un homme qui erre dans la mauvaise soirée, et alors ? Il se trouve qu'il pourrait bien s'y attacher et en profiter ». Dans deux critiques différentes de The Emancipation of Mimi, Sanneh trouve la chanson « géniale » et « excellente ».
D'autres remixes viennent accompagner le remix principal même si Carey ne chante pas à nouveau. Peter Raufoher crée les remixes Reconstruction Mix/Atlantic Soul Vocal Mix et Atlantic Soul Vocal Mix qui présente une « bassline » synthétique, un piano et une guitare, et des hi-hats distinctifs qui rend le tempo plus énergique.

## Clip

### Développement
Le clip de la chanson est réalisé par Brett Ratner à Los Angeles en même que celui de It's Like That. Carey a collaboré plusieurs fois avec Ratner par le passé notamment sur Heartbreaker, l'un des clips les plus coûteux de l'histoire avec 2,5 millions de dollars en budget. La vidéo est filmée en continuité avec It's Like That et représente la seconde partie de l'histoire. Le clip de It's Like a That montre Carey à une soirée de célibataires pour se marier avec un homme plus âgée qu'elle, interprété par Eric Roberts. Vers la fin de la vidéo, Wentworth Miller arrive à la soirée et commence à regarder Carey tandis que son futur mari regarde le paysage sur un balcon. La vidéo de We Belong Together finit avec leur histoire d'amour et au mariage de Carey. Pendant les scènes du mariage, Carey porte la robe Vera Wang qu'elle a d'abord portée lors de son mariage avec Tommy Mottola en 1993. Lors d'une interview pour MSNBC, elle explique s'il y a un lien entre la vidéo et la réalité :

« La robe de mariée de Vera Wang est une vieille robe que j'ai portée pour une certaine occasion et que j'ai rangé dans l'armoire et quand j'ai vu qu'il y avait un mariage dans le clip, j'ai dit : « OK, j'ai ma vieille robe de mariée ». Elle a toujours de la valeur pour moi car je ne pensais pas que je me marierais. Et je savais que nous étions capables de nous procurer une robe fabuleuse en deux jours donc j'ai ressorti cette robe – elle a une traîne de 8 mètres et elle était très décorée donc je me suis dit que nous pouvions la prendre. »

### Synopsis
La vidéo montre Carey à son mariage et on la voit s'avancer vers l'autel puis s'enfuir. Elle commence dans une grande maison, appartenant au vieil homme avec qui elle doit se marier. Elle marche pieds nus dans une chambre en portant une nuisette noire et s'allonge sur les draps blancs. Habillée en lingerie, on voit son visage alors qu'elle est allongée sur son lit.  Alors que la chanson commence, Carey est assise devant un grand miroir, se préparant pour le mariage en mettant des boucles d'oreille et passant l'alliance à son doigt. On la voit également assise sans un fauteuil bleu avec une robe violette. On voit ensuite le mariage avec Miller qui s'approche de la cérémonie au fond. Des enfants jettent des fleurs sur le tapis blanc puis arrivent Roberts et Carey qui avancent.
Maintenant, on voit Carey dans une autre scène tiré du clip It's Like That lors des paroles « I can't sleep at night / When you are on my mind ». Après l'avoir vu plusieurs fois en robe violette, on revoit l'autel avec le maire. Carey regarde une fois de plus Miller et commence à courir vers lui. Alors que Miller et Carey quittent la cérémonie, les invités se lèvent et les regardent partir. Carey, habillée en t-shirt blanc, montre son anticipation en pleurant face à la caméra. Revenu au mariage, Carey entre dans une voiture et part alors que sa traîne s'envole derrière la voiture. Le clip est nommé dans les catégories « Meilleure vidéo R&B » et « Meilleure vidéo féminine » lors des MTV Video Music Awards de 2005.

## Interprétations scéniques

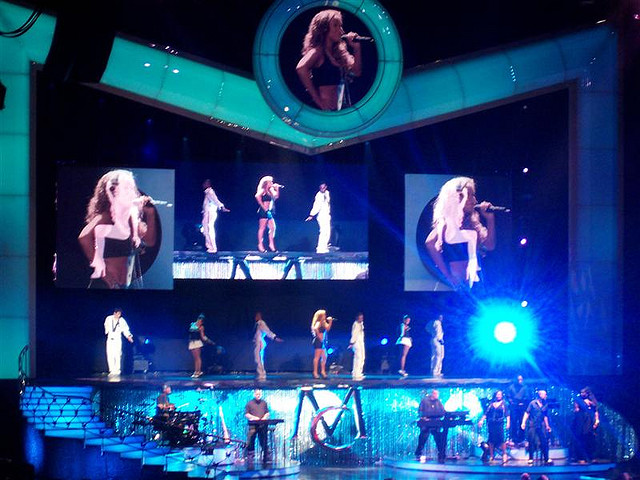
Mariah Carey interprétant We Belong Together lors de The Adventures of Mimi Tour.

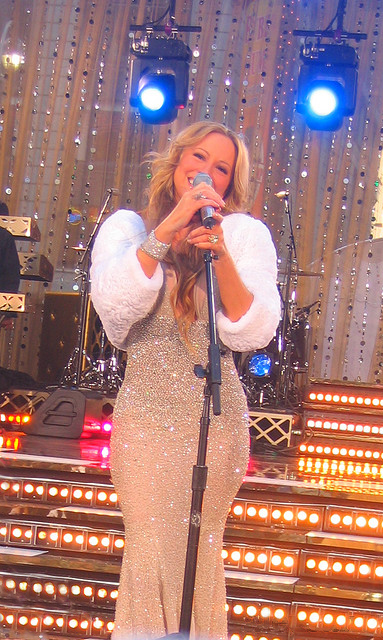
Mariah Carey interprétant We Belong Together dans le Good Morning America.

Grâce à l'énorme succès de We Belong Together, Carey partivipe à plusieurs émissions et fait des tournées. Au Royaume-Uni, Carey chante It's Like That, We Belong Together et Shake It Off lors d'une apparition en deux parties à l'émission Top of the Pops. Elle fait d'autres apparitions en Asie et en Europe et notamment lors d'une interview avec Le Grand Journal, et la prestation de We Belong Together aux émissions japonaises Music Station et Riponggi Hills. Après être retournée en Amérique, Carey annonce la sortie de son album lors d'une interview et d'un concert à Good Morning America. Le concert a lieu au Times Square et rassemble le plus grand nombre de personnes depuis le nouvel an 2004 et Carey interprète les trois premiers singles, Fly Like a Bird et Make It Happen,. La semaine suivante, elle chante We Belong Together aux BET Awards et une apparition supplémentaire au VH1 Save the Music, filmé le 17 avril au Beacon Theatre,,,. Tout au long du mois de mai, Carey apparaît dans plusieurs émissions télévisées américaines, interprétant We Belong Together au The David Letterman Show le 5 mai, The Tonight Show with Jay Leno le 11 et The Ellen DeGeneres Show le 13 avec It's Like That,,,. Le 24, elle chante We Belong Together au The Oprah Winfrey Show et fait une interview. Elle apparaît avec une longue robe de soirée bleue et est accompagnée de trois chœurs,. Onze jours plus tard, le 4 juin, elle chante America the Beautiful, We Belong Together et It's Like That au Macy's Fourth of July Parade,.
La semaine suivante, elle apparaît aux MTV Movie Awards,. Elle interprète We Belong Together avec une robe Armani rouge et des cheveux bouclés avec quatre danseurs,. Pour poursuivre la promotion de l'album, elle part au Royaume-Uni le 2 juillet et fait un concert au Hyde Park. 9,6 millions de britanniques regardent cette manifestation et 200 000 personnes y assistent,. Carey chante We Belong Together et Make It Happen puis poursuit par Hero avec une chorale d'enfants africains,. Le 3 août, USA Today annonce que Carey pourrait assister aux MTV Video Music Awards de 2005 le 28. La cérémonie se tient à l'American Airlines Arena dans le centre de Miami Beach et la prestation de Carey se tient au National Hotel à South Beach. À part The Killers, elle est la seule personne à avoir chanté dans un autre lieu de Miami. Après avoir été annoncée par Eva Longoria, Carey apparaît sur une longue scène dans la cour de l'hôtel tandis que Dupri ouvre la chanson avec un rap. Deux danseurs se tiennent se tiennent sur des plateformes à un côté de la scène. Après avoir interprété Shake It Off et We Belong Together, elle plonge dans la piscine avec Dupri et les danseurs. Après ces multiples cérémonies, Carey revient en Europe et participe aux Fashion Rocks qui se tiennent à Monaco. Après avoir été présentée par Donatella Versace, elle apparaît en robe métallique Versace. Elle interprète le remix de We Belong Together qui présente un accompagnement techno en plus de l'instrumentation du remix. Carey exécute une prestation similaire aux Bambi Awards en Allemagne en octobre 2005. Deux mois plus tard, elle célèbre le nouvel an à la télévision au Times Square Ball drop à New York. L'évènement, intitulé Dick Clark's New Year's Rockin' Eve with Ryan Seacrest, est diffusé sur ABC à 22 heures le 31 décembre et interprète une sélection de plusieurs singles,,.

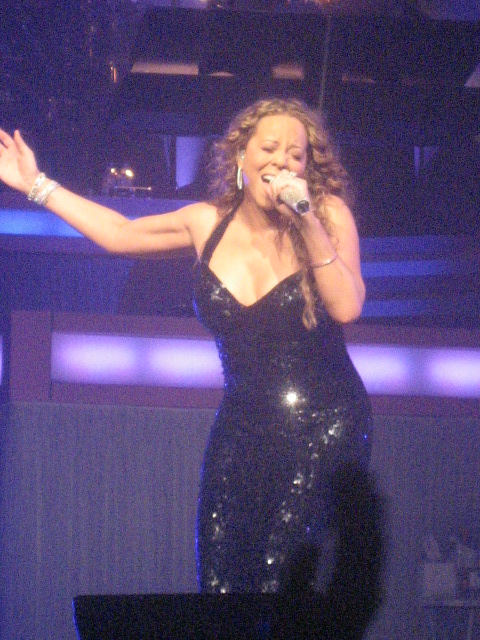
Mariah Carey interprétant We Belong Together lors de Angels Advocate Tour.

Début 2006, Carey reçoit huit nominations aux Grammy Awards, le plus qu'elle ait reçu en une nuit. Grâce au succès de The Emancipation of Mimi, Carey décide retourner sur la scène des Grammy, la première fois depuis 1996. La prestation s'ouvre sur une vidéo pré-enregistrée avec Carey discutant de l'importance de la religion et de Dieu dans sa vie, et comment cela l'a aidé à traverser des moments difficiles dans son enfance et l'âge adulte. Elle apparaît avec une robe de soirée Chanel blanche et chante une version de We Belong Together. Les lumières se focalisent sur Clarence Keaton qui ouvre Fly Like a Bird avec un passage de la Bible comme dans la version studio de la chanson. Au milieu de la prestation, un rideau se lève et révèle une chorale qui rejoint Carey. À la fin, Carey reçoit une ovation pour l'interprétation de Fly Like a Bird puis Teri Hatcher désigne la nouvelle nomination et dit : « C'est comme si nous avions tous été sauvés ». Les critiques sont ravis de la prestation de Carey à la suite de la cérémonie,. Gary Susman d'Entertainment Weekly appelle Carey la « reine du comeback » et écrit : « C'était sa voix, elle montait en chevron comme pouvait le faire Carey ». Carey interprète We Belong Together lors de ses deux dernières tournées, The Adventures of Mimi Tour et Angels Advocate Tour. Pour la première, elle la reprend lors du rappel et porte une robe de soirée beige,. Accompagnée de trois chœurs : Trey Lorenz, Sherry Tatum et Mary Ann Tatum, Carey commence alors que des confettis tombent sur scène. Selon Jennifer Vineyard de MTV, la chanson est « un accomplissement majeur » et la perle du concert, tandis que Carey se reconnecte avec le public alors qu'elle en était incapable tout au long du concert. D'une manière similaire, lors du Angels Advocate Tour, la chanson est l'une des dernières de la programmation. Vêtue d'une robe noir Herve Leger, Carey la présente comme « la chanson de la décennie » et remercie son public d'en avoir fait son seizième numéro un. Après avoir terminé la chanson, elle quitte la scène quelques instants et revient en chantant Hero.

## Versions
| CD single australien 1. We Belong Together – 3:22 2. We Belong Together (Reconstruction Radio Mix) – 4:05 3. It's Like That (Remix) (feat. Fat Joe) – 3:32 CD maxi-single danois 1. We Belong Together (Remix) – 4:30 2. We Belong Together (Reconstruction Radio Mix) – 4:04 3. We Belong Together (Reconstruction Club Mix) – 9:25 4. We Belong Together (Atlantic Soul Radio Edit – 4:22 5. We Belong Together (Atlantic Soul Vocal) – 7:23 6. We Belong Together (Atlantic Soul Instrumental) – 7:22 CD single européen 1. We Belong Together – 3:22 2. We Belong Together (Remix) (feat. Jadakiss and Styles P.) – 4:30 CD single japonaise 1. We Belong Together – 3:22 2. We Belong Together (Instrumental) – 3:22 | CD single britannique 1. We Belong Together – 3:23 2. We Belong Together (Remix) – 4:06 CD maxi-single britannique 1. We Belong Together (Remix) – 4:30 2. We Belong Together (Reconstruction Radio Mix) – 4:04 3. We Belong Together (Reconstruction Club Mix) – 9:25 4. We Belong Together (Atlantic Soul Radio Edit) – 4:22 5. We Belong Together (Atlantic Soul Vocal) – 7:23 6. We Belong Together (Atlantic Soul Instrumental) – 7:22 CD single américain 1. We Belong Together – 4:27 2. We Belong Together (Instrumental) – 4:28 |

## Crédits
Crédits issus de l'album The Emancipation of Mimi
- Mariah Carey – auteur, producteur, chant, chœurs
- Jermaine Dupri – auteur, producteur
- Manuel Seal – auteur, producteur
- Johntà Austin – auteur
- Bobby Womack – auteur
- Patrick Moten – auteur
- Kenneth Edmonds – auteur
- Darnell Bristol – auteur
- Sandra Sully – auteur
- Brian Frye – ingénieur
- Herb Power – mastering

## Classements et certifications
| Pays                                       | Position | Certification |
| ------------------------------------------ | -------- | ------------- |
| Allemagne                                  | 11       | –             |
| Australie                                  | 1        | Platine       |
| Autriche                                   | 31       | –             |
| Belgique (Nl)                              | 12       | –             |
| Belgique (Fr)                              | 24       | –             |
| Danemark                                   | 3        | –             |
| Espagne                                    | 3        | –             |
| Europe                                     | 4        | –             |
| France                                     | 12       | –             |
| Irlande                                    | 3        | –             |
| Italie                                     | 15       | –             |
| Norvège                                    | 9        | –             |
| Nouvelle-Zélande                           | 2        | Platine       |
| Pays-Bas                                   | 1        | –             |
| Royaume-Uni                                | 2        | –             |
| Suède                                      | 11       | –             |
| Suisse                                     | 4        | –             |
| États-Unis Billboard Hot 100               | 1        | Platine       |
| États-Unis Billboard Hot R&B/Hip-Hop Songs | 1        | Platine       |
| États-Unis Billboard Hot Dance Club Songs  | 1        | Platine       |
| États-Unis Billboard Adult Contemporary    | 3        | Platine       |
| États-Unis Billboard Pop Songs             | 1        | Platine       |

| Pays                         | Position | Année | Période   |
| ---------------------------- | -------- | ----- | --------- |
| Australie                    | 17       | 2005  | 2004-2005 |
| Belgique (Nl)                | 47       | 2005  | 2004-2005 |
| Europe                       | 45       | 2005  | 2004-2005 |
| Nouvelle-Zélande             | 36       | 2005  | 2004-2005 |
| Pays-Bas                     | 41       | 2005  | 2004-2005 |
| Royaume-Uni                  | 20       | 2005  | 2004-2005 |
| Suède                        | 57       | 2005  | 2004-2005 |
| Suisse                       | 57       | 2005  | 2004-2005 |
| États-Unis Billboard Hot 100 | 1        | 2005  | 2004-2005 |

| Pays                         | Position | Année | Période   |
| ---------------------------- | -------- | ----- | --------- |
| États-Unis Billboard Hot 100 | 1        | 2009  | 2000-2009 |

| Pays                                       | Position | Année | Période   |
| ------------------------------------------ | -------- | ----- | --------- |
| États-Unis Billboard Hot 100               | 9        | 2008  | 1958-2008 |
| États-Unis Billboard Hot R&B/Hip-Hop Songs | 2        | 2008  | 1958-2008 |

## Compléments